# Pallavolo agli XI Giochi panafricani - Torneo maschile
Il torneo maschile di pallavolo agli XI Giochi panafricani si è svolto dal 2 al 14 settembre 2015 a Brazzaville, nella Repubblica del Congo, durante gli XI Giochi panafricani: al torneo hanno partecipato undici squadre nazionali africane e la vittoria è andata per la seconda volta all'Algeria.

## Qualificazioni
Al torneo hanno partecipato: la nazionale del paese organizzatore e undici nazionali qualificate tramite i gironi di qualificazione.

## Impianti
|                                                                                       |  |  |
|                                                                                       |  |  |
| Gymnase Alphonse Massamba-Débat Città: Brazzaville Capienza: 3 000 Anno d'apertura: - |  |  |

## Regolamento

### Formula
Le squadre hanno disputato una prima fase a gironi con formula del girone all'italiana; al termine della prima fase le prime due classificate di ogni girone hanno acceduto alla fase finale strutturata in semifinali, finale per il terzo posto e finale.

### Criteri di classifica
Se il risultato finale è stato di 3-0 o 3-1 sono stati assegnati 3 punti alla squadra vincente e 0 a quella sconfitta, se il risultato finale è stato di 3-2 sono stati assegnati 2 punti alla squadra vincente e 1 a quella sconfitta.
L'ordine del posizionamento in classifica è stato definito in base a:
- Punti;
- Ratio dei set vinti/persi;
- Ratio dei punti realizzati/subiti.

## Squadre partecipanti
| Squadra        | Qualificazione                                     | Ultima partecipazione |
| -------------- | -------------------------------------------------- | --------------------- |
| Algeria        | 1ª al torneo di qualificazione (zona I)            | Maputo 2011           |
| Botswana       | 2ª al torneo di qualificazione (zona VI)           | Algeri 2007           |
| Camerun        | 1ª al torneo di qualificazione (zona IV)           | Maputo 2011           |
| Capo Verde     | 1ª al torneo di qualificazione (zona II)           | ?                     |
| Rep. del Congo | Paese organizzatore                                | ?                     |
| Egitto         | 1ª al torneo di qualificazione (zona V - girone B) | Algeri 2007           |
| Gambia         | 2ª al torneo di qualificazione (zona II)           | ?                     |
| Ghana          | 2ª al torneo di qualificazione (zona III)          | Algeri 2007           |
| Mozambico      | 1ª al torneo di qualificazione (zona VI)           | Maputo 2011           |
| Nigeria        | 1ª al torneo di qualificazione (zona III)          | Maputo 2011           |
| Ruanda         | 1ª al torneo di qualificazione (zona V - girone A) | Maputo 2011           |
| Seychelles     | 1ª al torneo di qualificazione (zona VII)          | Maputo 2011           |

## Torneo

### Fase a gironi
| Girone A       | Girone B   |
| -------------- | ---------- |
| Botswana       | Algeria    |
| Rep. del Congo | Camerun    |
| Egitto         | Capo Verde |
| Mozambico      | Ghana      |
| Nigeria        | Ruanda     |
| -              | Seychelles |

#### Girone A

##### Risultati
| 2 settembre 2015 Gymnase Massamba-Débat, Brazzaville Durata: 1h:02 - Spettatori: 350   | Egitto    | 3 - 0 | Mozambico      | 25-14, 25-22, 25-14               |
| 3 settembre 2015 Gymnase Massamba-Débat, Brazzaville Durata: 1h:21 - Spettatori: 250   | Nigeria   | 3 - 0 | Botswana       | 25-18, 25-22, 25-15               |
| 5 settembre 2015 Gymnase Massamba-Débat, Brazzaville Durata: 1h:29 - Spettatori: 600   | Egitto    | 3 - 0 | Botswana       | 25-14, 25-20, 38-36               |
| 5 settembre 2015 Gymnase Massamba-Débat, Brazzaville Durata: 1h:59 - Spettatori: 2 000 | Nigeria   | 1 - 3 | Rep. del Congo | 20-25, 27-29, 25-19, 23-25        |
| 7 settembre 2015 Gymnase Massamba-Débat, Brazzaville Durata: 1h:23 - Spettatori: 1 500 | Nigeria   | 3 - 0 | Mozambico      | 25-17, 25-20, 25-15               |
| 7 settembre 2015 Gymnase Massamba-Débat, Brazzaville Durata: 1h:14 - Spettatori: 2 500 | Botswana  | 0 - 3 | Rep. del Congo | 19-25, 16-25, 19-25               |
| 9 settembre 2015 Gymnase Massamba-Débat, Brazzaville Durata: 1h:13 - Spettatori: 2 000 | Mozambico | 0 - 3 | Rep. del Congo | 14-25, 10-25, 26-28               |
| 9 settembre 2015 Gymnase Massamba-Débat, Brazzaville Durata: 1h:55 - Spettatori: 800   | Egitto    | 3 - 1 | Nigeria        | 25-21, 24-26, 25-21, 25-21        |
| 11 settembre 2015 Gymnase Massamba-Débat, Brazzaville Durata: ? - Spettatori: ?        | Botswana  | 0 - 3 | Mozambico      | 23-25, 21-25, 23-25               |
| 11 settembre 2015 Gymnase Massamba-Débat, Brazzaville Durata: ? - Spettatori: ?        | Egitto    | 2 - 3 | Rep. del Congo | 21-25, 25-19, 25-19, 22-25, 13-15 |

##### Classifica
| Pos | Squadra        | Pt | G | V | P | SV | SP | Ratio | PF  | PS  | Ratio |
| --- | -------------- | -- | - | - | - | -- | -- | ----- | --- | --- | ----- |
| 1   | Rep. del Congo | 11 | 4 | 4 | 0 | 12 | 3  | 4.000 | 354 | 305 | 1.160 |
| 2   | Egitto         | 10 | 4 | 3 | 1 | 11 | 4  | 2.750 | 368 | 310 | 1.187 |
| 3   | Nigeria        | 6  | 4 | 2 | 2 | 8  | 6  | 1.333 | 334 | 304 | 1.098 |
| 4   | Mozambico      | 3  | 4 | 1 | 3 | 3  | 9  | 0.333 | 225 | 295 | 0.762 |
| 5   | Botswana       | 0  | 4 | 0 | 4 | 0  | 12 | 0.000 | 246 | 313 | 0.785 |

#### Girone B

##### Risultati
| 2 settembre 2015 Gymnase Massamba-Débat, Brazzaville Durata: 2h:20 - Spettatori: 350 | Seychelles | 2 - 3 | Capo Verde | 21-25, 25-22, 25-18, 23-25, 12-15 |
| 2 settembre 2015 Gymnase Massamba-Débat, Brazzaville Durata: 1h:21 - Spettatori: 250 | Camerun    | 3 - 0 | Ghana      | 25-20, 25-22, 25-14               |
| 3 settembre 2015 Gymnase Massamba-Débat, Brazzaville Durata: 2h:26 - Spettatori: 500 | Algeria    | 3 - 2 | Ruanda     | 27-29, 25-17, 25-19, 24-26, 15-10 |
| 6 settembre 2015 Gymnase Massamba-Débat, Brazzaville Durata: 2h:03 - Spettatori: 500 | Ruanda     | 1 - 3 | Ghana      | 20-25, 27-29, 25-22, 27-25        |
| 6 settembre 2015 Gymnase Massamba-Débat, Brazzaville Durata: 1h:15 - Spettatori: 500 | Algeria    | 3 - 0 | Seychelles | 25-16, 25-10, 25-16               |
| 6 settembre 2015 Gymnase Massamba-Débat, Brazzaville Durata: 1h:29 - Spettatori: 600 | Camerun    | 3 - 0 | Capo Verde | 25-16, 25-14, 25-16               |
| 8 settembre 2015 Gymnase Massamba-Débat, Brazzaville Durata: 1h:16 - Spettatori: 500 | Capo Verde | 0 - 3 | Ghana      | 20-25, 17-25, 16-25               |
| 8 settembre 2015 Gymnase Massamba-Débat, Brazzaville Durata: 2h:27 - Spettatori: 600 | Algeria    | 3 - 1 | Camerun    | 29-27, 27-25, 24-26, 25-21        |
| 8 settembre 2015 Gymnase Massamba-Débat, Brazzaville Durata: 1h:44 - Spettatori: 400 | Ruanda     | 3 - 1 | Seychelles | 25-23, 25-23, 19-25, 25-19        |
| 10 settembre 2015 Gymnase Massamba-Débat, Brazzaville Durata: ? - Spettatori: ?      | Seychelles | 0 - 3 | Ghana      | 15-25, 14-25, 23-25               |
| 10 settembre 2015 Gymnase Massamba-Débat, Brazzaville Durata: ? - Spettatori: ?      | Camerun    | 1 - 3 | Ruanda     | 25-16, 27-29, 23-25, 21-25        |
| 10 settembre 2015 Gymnase Massamba-Débat, Brazzaville Durata: ? - Spettatori: ?      | Algeria    | 3 - 0 | Capo Verde | 25-8, 25-15, 25-17                |
| 12 settembre 2015 Gymnase Massamba-Débat, Brazzaville Durata: ? - Spettatori: ?      | Algeria    | 3 - 1 | Ghana      | 21-25, 25-17, 25-20, 25-23        |
| 12 settembre 2015 Gymnase Massamba-Débat, Brazzaville Durata: ? - Spettatori: ?      | Ruanda     | 3 - 0 | Capo Verde | 25-17, 25-23, 25-18               |
| 12 settembre 2015 Gymnase Massamba-Débat, Brazzaville Durata: ? - Spettatori: ?      | Camerun    | 3 - 1 | Seychelles | 25-22, 23-25, 5-15, 25-20         |

##### Classifica
| Pos | Squadra    | Pt | G | V | P | SV | SP | Ratio | PF  | PS  | Ratio |
| --- | ---------- | -- | - | - | - | -- | -- | ----- | --- | --- | ----- |
| 1   | Algeria    | 14 | 5 | 5 | 0 | 15 | 4  | 3.750 | 467 | 367 | 1.272 |
| 2   | Ruanda     | 10 | 5 | 3 | 2 | 12 | 8  | 1.500 | 462 | 463 | 0.997 |
| 3   | Camerun    | 9  | 5 | 3 | 2 | 11 | 7  | 1.571 | 443 | 384 | 1.153 |
| 4   | Ghana      | 9  | 5 | 3 | 2 | 10 | 7  | 1.428 | 394 | 373 | 1.056 |
| 5   | Capo Verde | 3  | 5 | 1 | 2 | 3  | 14 | 0.214 | 302 | 406 | 0.743 |
| 6   | Seychelles | 1  | 5 | 0 | 5 | 4  | 15 | 0.266 | 372 | 447 | 0.832 |

### Fase finale
|  | Semifinali     | Semifinali     | Semifinali     |                |         | Finale 1º/2º posto | Finale 1º/2º posto | Finale 1º/2º posto |  |
|  |                |                |                |                |         |                    |                    |                    |  |
|  | Algeria        | Algeria        | 3              |                |         |                    |                    |                    |  |
|  | Algeria        | Algeria        | 3              |                |         |                    |                    |                    |  |
|  | Egitto         | Egitto         | 2              |                |         |                    |                    |                    |  |
|  | Egitto         | Egitto         | 2              |                | Algeria | Algeria            | 3                  |                    |  |
|  |                |                |                |                | Algeria | Algeria            | 3                  |                    |  |
|  |                |                | Rep. del Congo | Rep. del Congo | 0       |                    |                    |                    |  |
|  | Rep. del Congo | Rep. del Congo | Rep. del Congo | Rep. del Congo | 0       | 3                  |                    |                    |  |
|  | Rep. del Congo | Rep. del Congo |                |                |         | 3                  |                    |                    |  |
|  | Ruanda         | Ruanda         | 1              |                |         | Finale 3º/4º posto | Finale 3º/4º posto | Finale 3º/4º posto |  |
|  | Ruanda         | Ruanda         | 1              |                |         |                    |                    |                    |  |
|  |                |                |                |                |         |                    |                    |                    |  |
|  |                |                |                |                |         | Egitto             | Egitto             | 3                  |  |
|  |                |                |                |                |         | Egitto             | Egitto             | 3                  |  |
|  |                |                |                |                |         | Ruanda             | Ruanda             | 2                  |  |

#### Semifinali
| 13 settembre 2015 Gymnase Massamba-Débat, Brazzaville Durata: ? - Spettatori: ? | Rep. del Congo | 3 - 1 | Ruanda | 25-23, 20-25, 25-18, 25-23       |
| 13 settembre 2015 Gymnase Massamba-Débat, Brazzaville Durata: ? - Spettatori: ? | Algeria        | 3 - 2 | Egitto | 25-16, 20-25, 19-25, 25-18, 15-6 |

#### Finale 3º posto
| 14 settembre 2015 Gymnase Massamba-Débat, Brazzaville Durata: ? - Spettatori: ? | Egitto | 3 - 2 | Ruanda | 25-27, 26-24, 24-26, 25-17, 15-13 |

#### Finale
| 14 settembre 2015 Gymnase Massamba-Débat, Brazzaville Durata: ? - Spettatori: ? | Algeria | 3 - 0 | Rep. del Congo | 25-20, 25-22, 27-25 |

## Classifica finale
| Pos | Squadra        |
| --- | -------------- |
|     | Algeria        |
|     | Rep. del Congo |
|     | Egitto         |
| 4   | Ruanda         |
| 5   | Camerun        |
| 6   | Nigeria        |
| 7   | Ghana          |
| 8   | Mozambico      |
| 9   | Capo Verde     |
| 10  | Botswana       |
| 11  | Seychelles     |